# Boston-Marathon 2003
Der Boston-Marathon 2003 war die 107. Ausgabe der jährlich stattfindenden Laufveranstaltung in Boston, Vereinigte Staaten. Der Marathon fand am 21. April 2003 statt.
Bei den Männern gewann Robert Kipkoech Cheruiyot in 2:10:11 h und bei den Frauen Swetlana Sacharowa in 2:25:20 h. 

## Ergebnisse

### Männer
| Platz | Athlet                    | Land               | Zeit (h) |
| ----- | ------------------------- | ------------------ | -------- |
| 01    | Robert Kipkoech Cheruiyot | Kenia              | 2:10:11  |
| 02    | Benjamin Kimutai          | Kenia              | 2:10:34  |
| 03    | Martin Lel                | Kenia              | 2:11:11  |
| 04    | Timothy Cherigat          | Kenia              | 2:11:28  |
| 05    | Christopher Cheboiboch    | Kenia              | 2:12:45  |
| 06    | Fjodor Ryschow            | Russland           | 2:15:29  |
| 07    | Rodgers Rop               | Kenia              | 2:16:14  |
| 08    | David Busienei            | Kenia              | 2:16:16  |
| 09    | Elly Rono                 | Kenia              | 2:17:00  |
| 10    | Eddy Hellebuyck           | Vereinigte Staaten | 2:17:18  |

### Frauen
| Platz | Athlet                     | Land               | Zeit (h) |
| ----- | -------------------------- | ------------------ | -------- |
| 01    | Swetlana Sacharowa         | Russland           | 2:25:20  |
| 02    | Ljubow Denissowa           | Russland           | 2:26:51  |
| 03    | Joyce Chepchumba           | Kenia              | 2:27:20  |
| 04    | Margaret Okayo             | Kenia              | 2:27:39  |
| 05    | Marla Runyan               | Vereinigte Staaten | 2:30:28  |
| 06    | Albina Gennadjewna Iwanowa | Russland           | 2:30:57  |
| 07    | Firaja Sultanowa-Schdanowa | Russland           | 2:31:30  |
| 08    | Milena Glusac              | Vereinigte Staaten | 2:37:32  |
| 09    | Jill Gaitenby              | Vereinigte Staaten | 2:38:19  |
| 10    | Esther Kiplagat            | Kenia              | 2:38:43  |